# Никарагуанская кухня

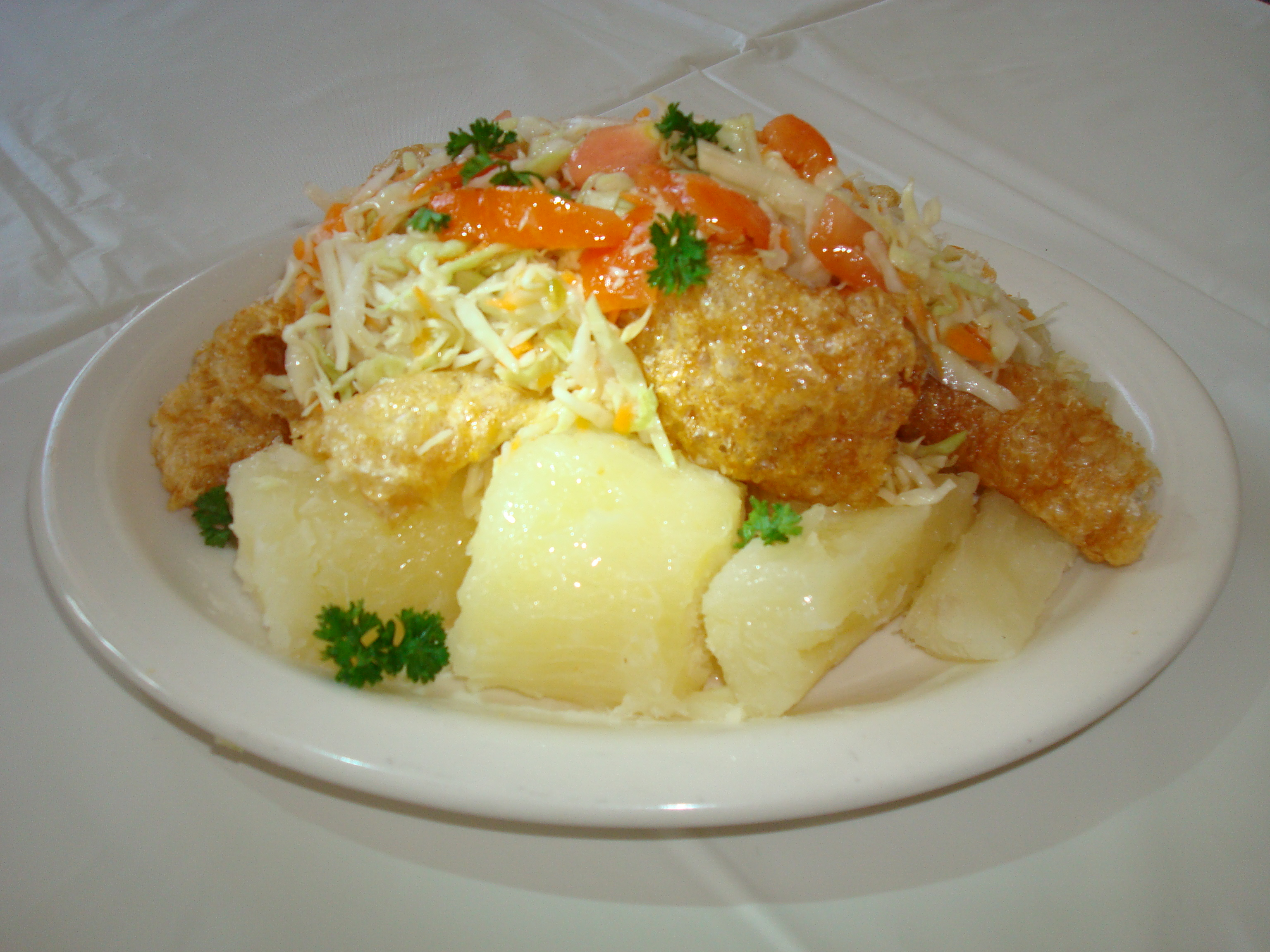
Традиционное никарагуанское блюдо «Vigorón»

Никарагуанская кухня (исп. Gastronomía de Nicaragua) — набор кулинарных традиций, характерных для Никарагуа; представляет собой смесь индейской кухни с испанской. Несмотря на небольшой размер страны, кухня Никарагуа имеет региональные различия; в XXI веке в стране наблюдается рост «гастрономического туризма».

## Традиции и особенности
Основой кухни Никарагуа, как и многих других стран Центральной Америки, является кукуруза. Также распространены красная фасоль и рис, которые жители страны часто едят на завтрак. Популярны свинина, курица и рыба. Овощи обычно употребляются в виде салатов и добавляются в супы, а фрукты прежде всего в виде соков. На карибском побережье страны широко распространено употребление морепродуктов и специй, кокосового масла и молока: рыба идёт в пищу варёной, сушёной и в виде супов. На тихоокеанском побережье более популярно употребление мяса и молочных продуктов, ценится жирная жареная пища.